# الحرائم

تعديل مصدري - تعديل

الحرائم هي إحدى قرى عزلة الجاهلي بمديرية المنار التابعة لمحافظة ذمار، في الجمهورية اليمنية.

## السكان
بلغ عداد سكانها 458 نسمة بحسب تعداد اليمن لعام 2004.

## روابط خارجية
- الجهاز المركزي للإحصاء بالجمهورية اليمنية
- المركز الوطني للمعلومات باليمن
- الدليل الشامل